# De Bornholmske Jernbaner

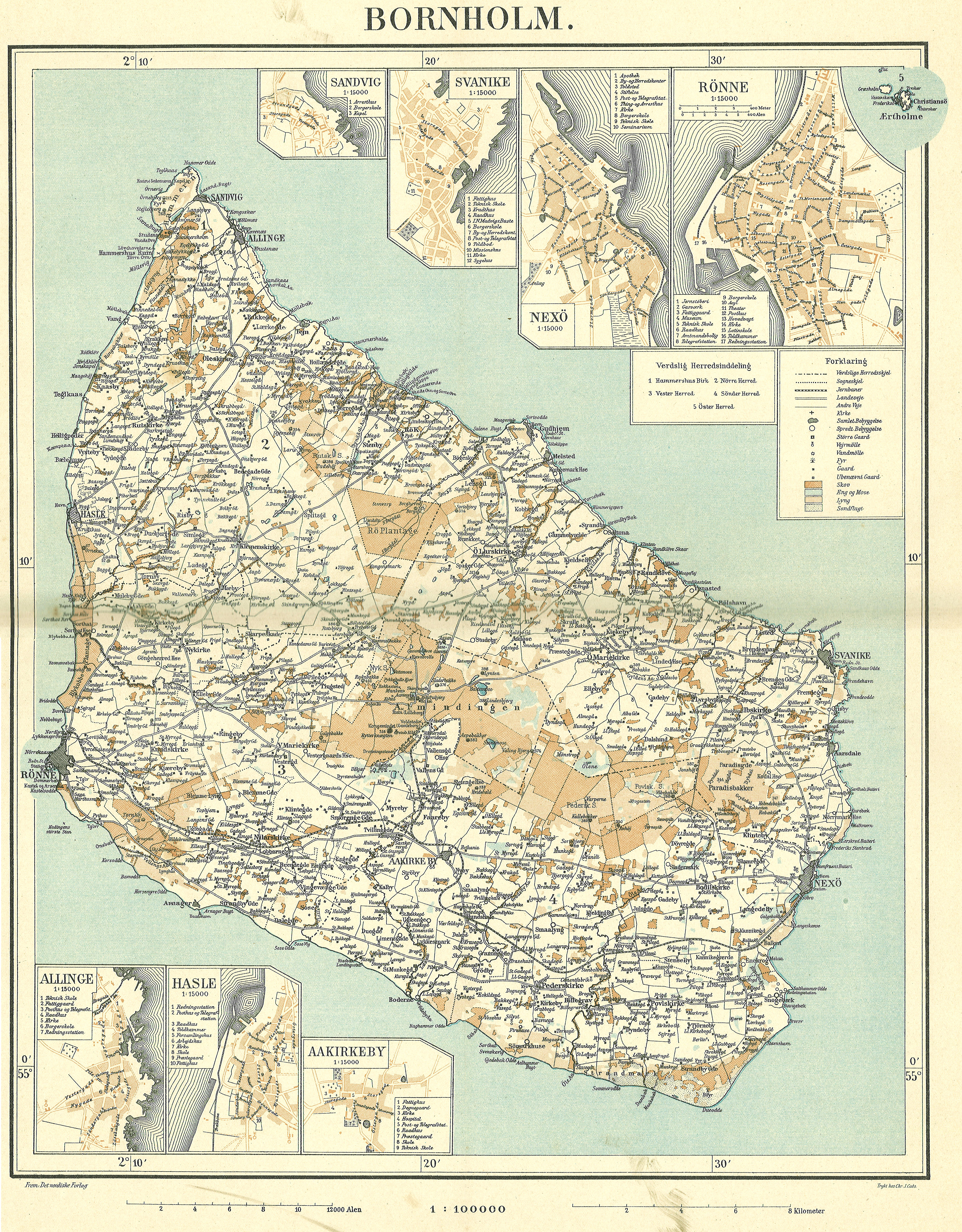
De treinverbinding tussen Rønne en Nexø, alsook de zijtak van Åkirkeby naar het Almindingen-bos staat op deze oude kaart afgebeeld.

De Bornholmske Jernbaner (DBJ, de spoorwegen van Bornholm) was een Deens spoorwegbedrijf dat ontstond uit een fusie van de drie Bornholmse spoorwegbedrijven op 17 december 1934.
De drie voormalige spoorwegbedrijven waren Rønne Nexø Jernbane (1900-1934), Rønne Allinge Jernbane (1913-1934) en Almindingen Gudhjem Jernbane (1916-1934).
De laatste gewone trein op de laatste Bornholm-spoorlijn reed op 28 september 1968 van Rønne naar Nexø en kwam om 0.15 uur terug als een speciale trein vanuit Nexø.

## Geschiedenis

### Voorgeschiedenis
De eerste plannen voor een spoorweg op Bornholm ontstonden in 1875 maar het jaar erop was men het alweer 'vergeten'. In 1891 lukte het dan om de plannen uit te werken.

#### Rønne Nexø Jernbane, R.N.J. (1900-1934)
Vervolgens werd op 13 december 1900 de 36,6 km lange lijn van Rønne naar Nexø geopend. Deze kwam bekend te staan als Nexøbanen. Bornholms Jernbane (B.J.) verzorgde de exploitatie. Op 28 september 1901 werd het 5,1 km lange zijspoor van Aakirkeby naar Almindingen in gebruik genomen. Almindingen was een geliefd trekpleister voor de eilanders.
Met de komst van een tweede spoorwegbedrijf op het eiland Bornholm in 1913, veranderde de naam van B.J. in Rønne Nexø Jernbane (R.N.J.)

#### Rønne Allinge Jernbane, R.A.J. (1913-1934)
Op 6 mei 1913 werd de 31,2 km lange spoorlijn van Rønne naar Allinge in gebruik genomen. Rønne Allinge Jernbane (RAJ) verzorgde de exploitatie op de Allingebanen.

#### Almindingen Gudhjem Jernbane, A.G.J. (1916-1934)
Drie jaar later, op 27 juni 1916, nam Almindingen Gudhjem Jernbane (A.G.J.) de 18,1 km lange spoorlijn van Almindingen naar Gudhjem in gebruik. In 1930 kwamen de eerste gemotoriseerde treinen naar Bornholm en deze werden tussen Almindingen en Gudhjem ingezet.

### De Bornholmske Jernbaner, D.B.J. (1934-1968)
De drie Bornholmse spoorwegbedrijven waren drie zelfstandige bedrijven met ieder zijn eigen bestuur maar met een gezamenlijke exploitatie. Vanwege de modernisering werd besloten om samen te gaan in één nieuw bedrijf. Dat werd op 17 december 1934 De Bornholmske Jernbaner A/S (D.B.J.).
Een aantal lijnen in Denemarken reed op smalspoor. Ook de spoorlijnen op Bornholm waren 1 meter spoor. Nadat de spoorbedrijven overgingen op normaalspoor, konden De Bornholmse Spoorwegen het materieel overnemen. Bornholm is nooit overgegaan op normaalspoor.

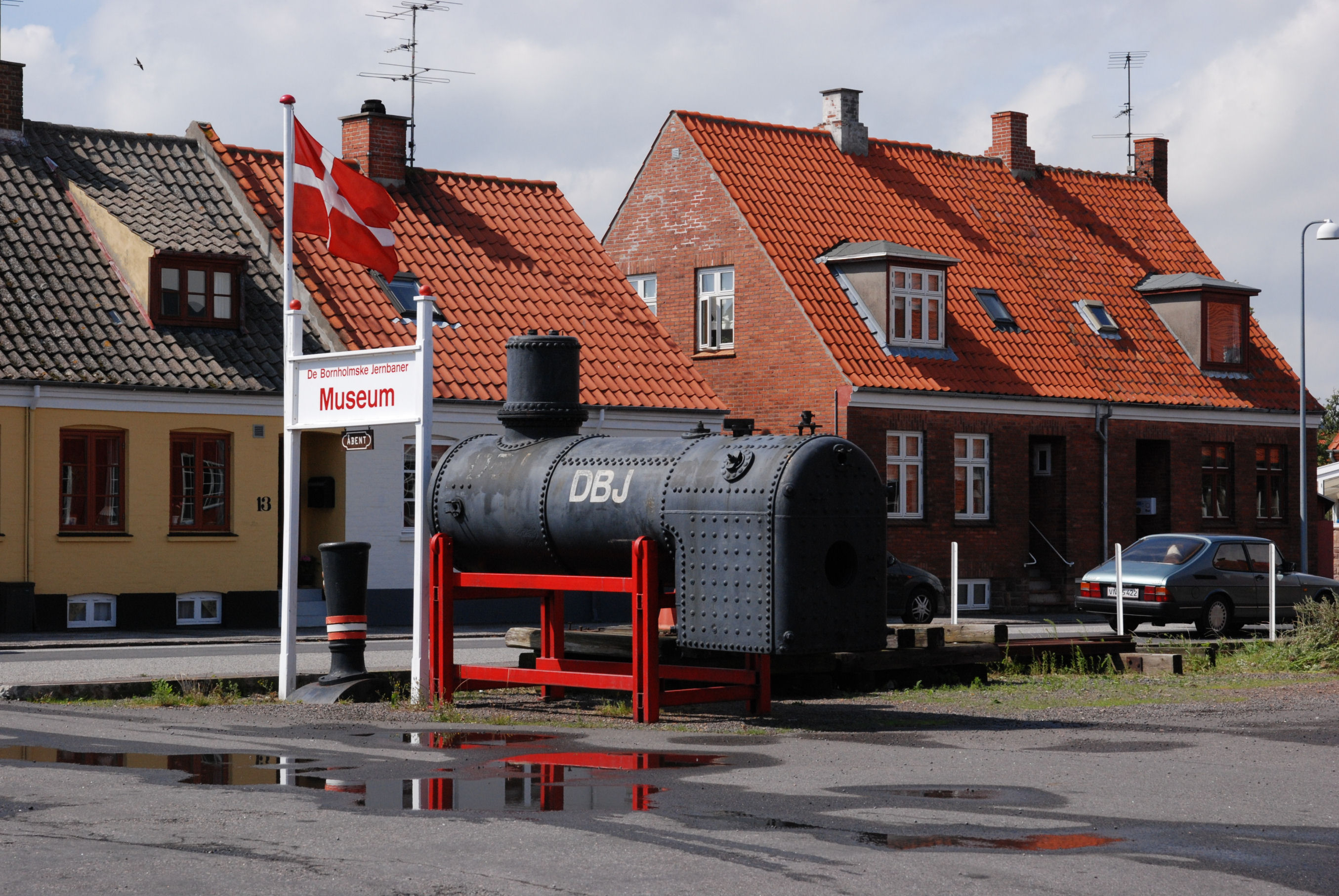
In Nexø staat het DBJ museum. Veel van het archiefmateriaal, foto's en curiosa van de spoorwegen is hier terug te vinden.

Doordat steeds meer mensen zich een auto konden veroorloven kregen de spoorwegen het moeilijker. Reeds in 1952 besloot het D.B.J om de exploitatie Åkirkeby - Gudhjem te beëindigen. Het jaar daarop werd ook Rønne - Sandvig beëindigd.
Rønne - Nexø bleef bestaan, maar ook deze lijn kon nauwelijks meer concurreren. DSB was inmiddels begonnen met busverbindingen. In 1965 nam Helge Vejrup, door DSB aan DBJ uitgeleend, het stokje van directeur C. Milner over. Deze zou het bedrijf uiteindelijk drie jaar later aan DSB overdragen. Die besloot op de generale vergadering in februari 1968 dat per september van hetzelfde jaar gestopt zou worden met de exploitatie van de spoorwegen.
De laatste officiële treinrit van Rønne naar Nexø vond plaats op 28 september 1968. Om kwart over twaalf 's nachts reed de trein terug naar de remise op de haven van Rønne. Het was de laatste treinverbinding op smalspoor in Denemarken. De wagons en locomotieven konden niet worden verkocht en het vervoeren naar Kopenhagen was een te dure aangelegenheid. In oktober werden alle bruikbare materialen veilig gesteld en de overgebleven delen in brand gestoken. Enkele wagons en locomotieven werden in Nexø opgesteld in het DBJ Museum.
Hoewel alle tracé's zijn opgebroken zijn de meeste delen van de spoorlijnen nog altijd herkenbaar doordat de tracé's geasfalteerd werden en nu als fietspaden fungeren. Op sommige plaatsen werden kinderkopjes gelegd waar de bielzen lagen. Op andere plaatsen zijn enkel nog de geplante bomen zichtbaar.

## Spoorlijnen
De volgende spoorlijnen worden aangegeven met het aantal jaren dat ze in gebruik waren, de lengte en de afkorting:
| Spoorlijn              | Afkorting         | In gebruik                           | Lengte  |
| ---------------------- | ----------------- | ------------------------------------ | ------- |
| Rønne - Nexø           | RNJ               | 13 december 1900 - 28 september 1968 | 36,9 km |
| Åkirkeby - Almindingen | (zijlijn van RNJ) | 31 mei 1901 - 18 augustus 1952       | 5,1 km  |
| Rønne - Sandvig        | RAJ               | 6 mei 1913 - 15 september 1953       | 31,2 km |
| Almindingen - Gudhjem  | AGJ               | 27 juni 1916 - 18 augustus 1952      | 18,1 km |

## Stations
De meeste stations werden ontworpen door de Bornholmse architecten Mathias Bidstrup (MB) en Ove Funch-Espersen (OE). Later ontwierp Fagerlund (JF) een station en een aantal "stationsgebouwen" met een wachtkamer en kaartverkoop. Het station in Sandvig heette een korte tijd Hammershus hoewel dit oude kasteel 2,4 km verderop lag.
De stationsgebouwen zijn, op die van Nexø en Rønne N na, bewaard gebleven. Het gebouw uit Nexø werd in 1973 gesloopt.
Station Rønne H heeft na sluiting andere functies gehad, waaronder een toeristenbureau en een restaurant. Sinds 2016 is het een Hotel en restaurant, en worden er ook Elektrische fietsen verhuurd. Het station in Gudhjem is een Museum, het station van Østerlars een deel van de lokale schoolgebouwen en andere stations zijn woonhuizen geworden.

### Bestaande stationsgebouwen

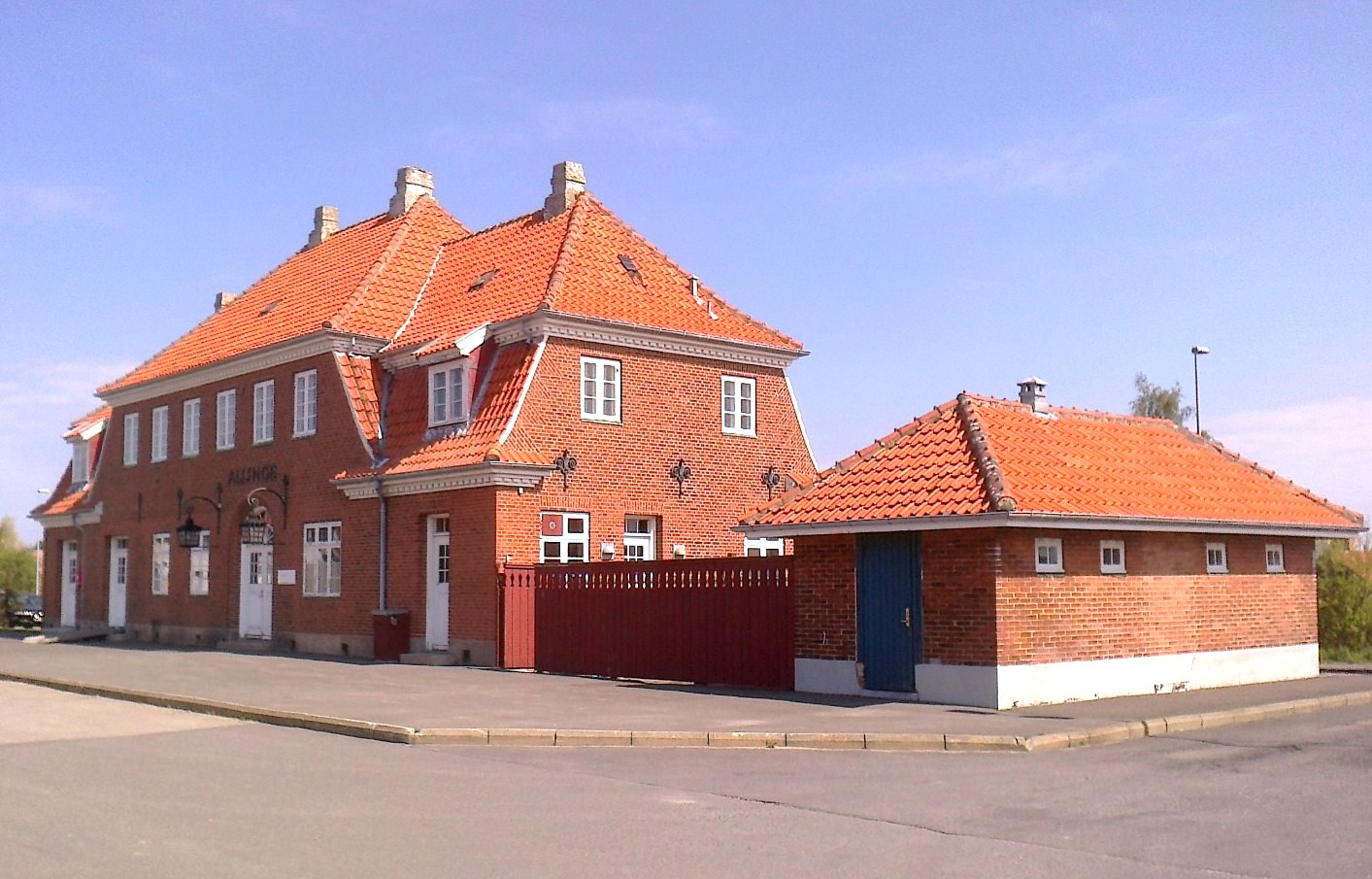
Allinge: Tejnvej 2 (OE)
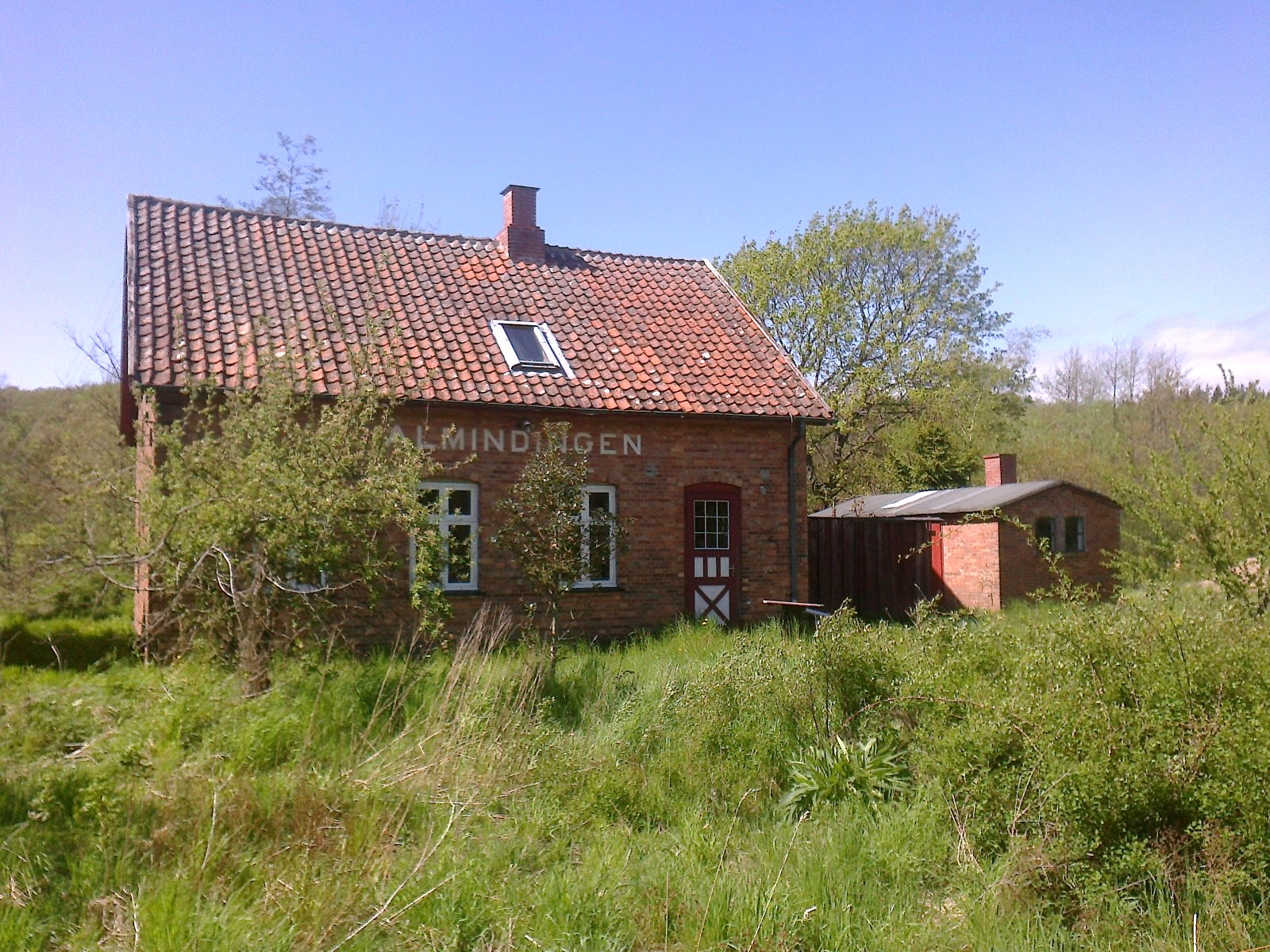
Almindingen: Ekkodalsvejen 3 (MB)
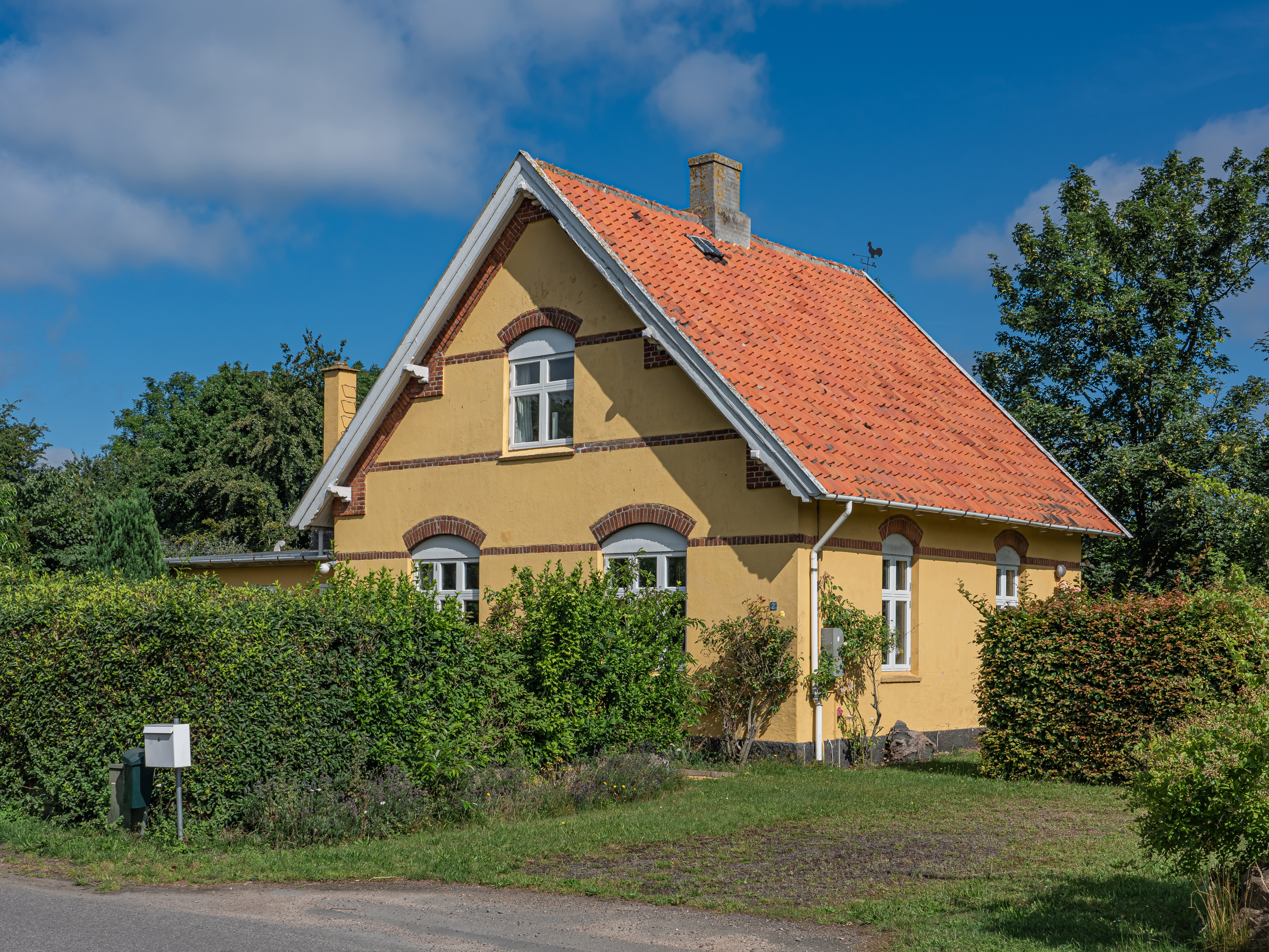
Balka: Birkevej 2 (JF)
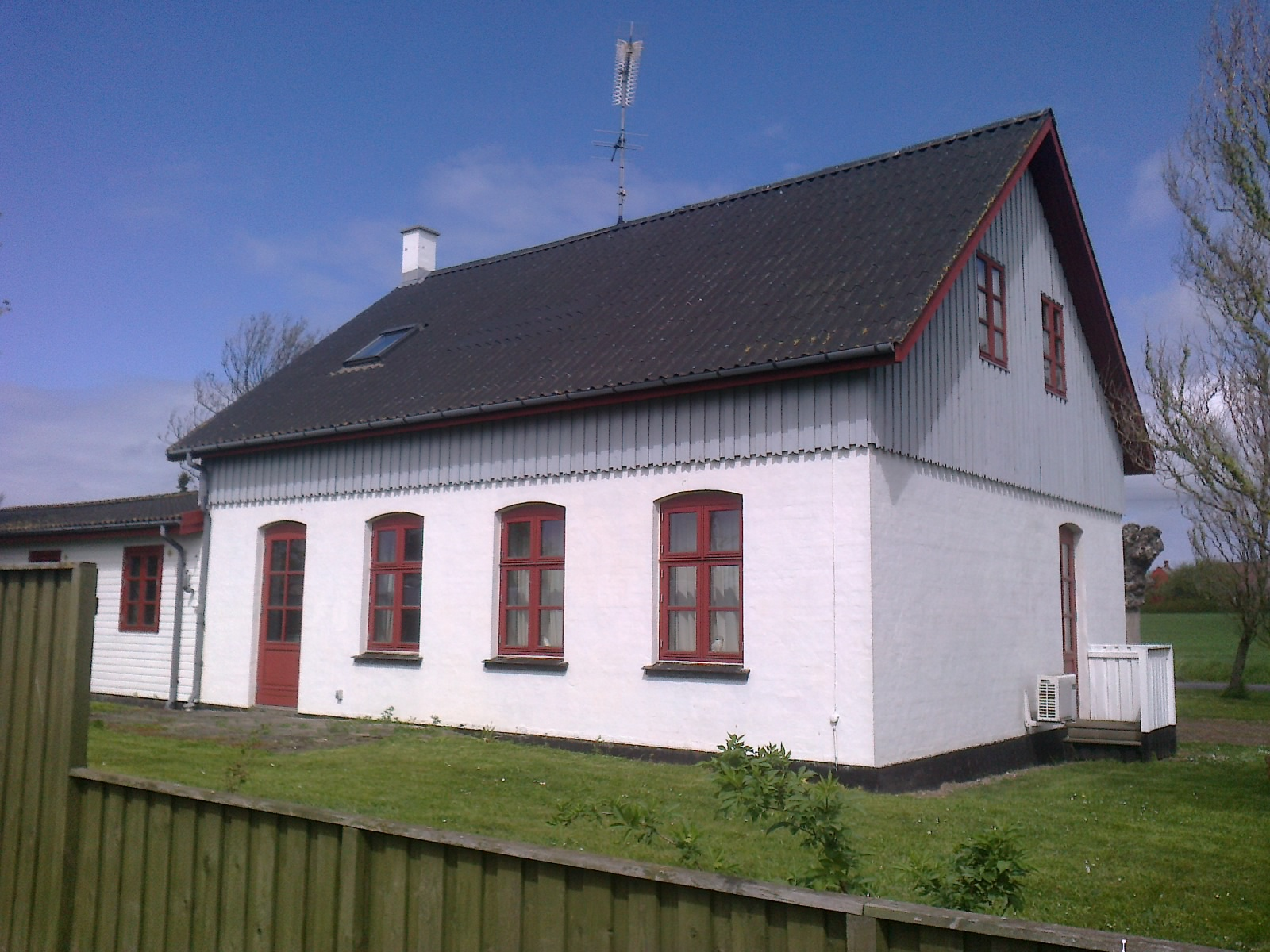
Bodilsker: Mejerigaden 5, Stenseby (MB)
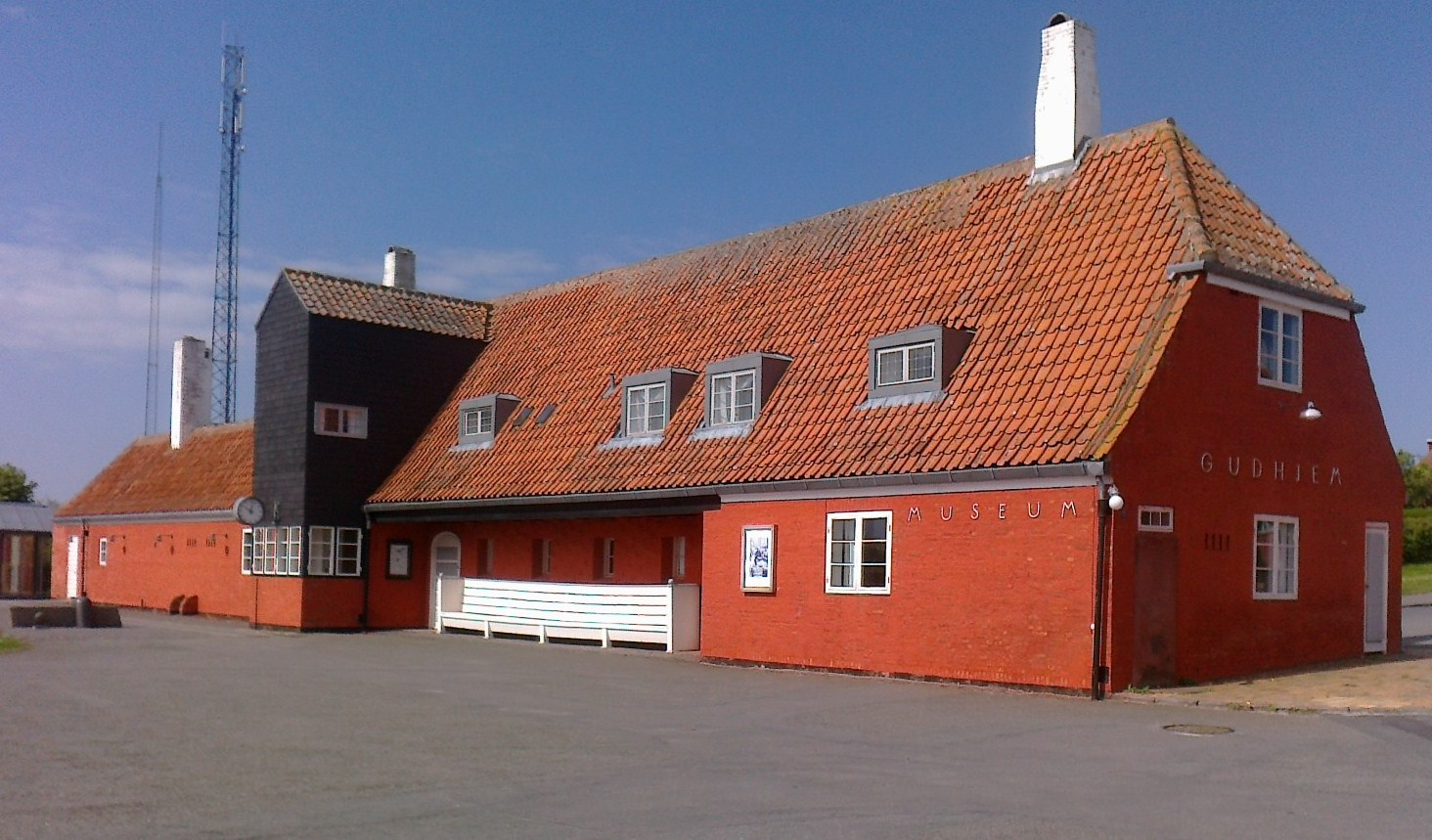
Gudhjem: Stationsvej 1 (museum)
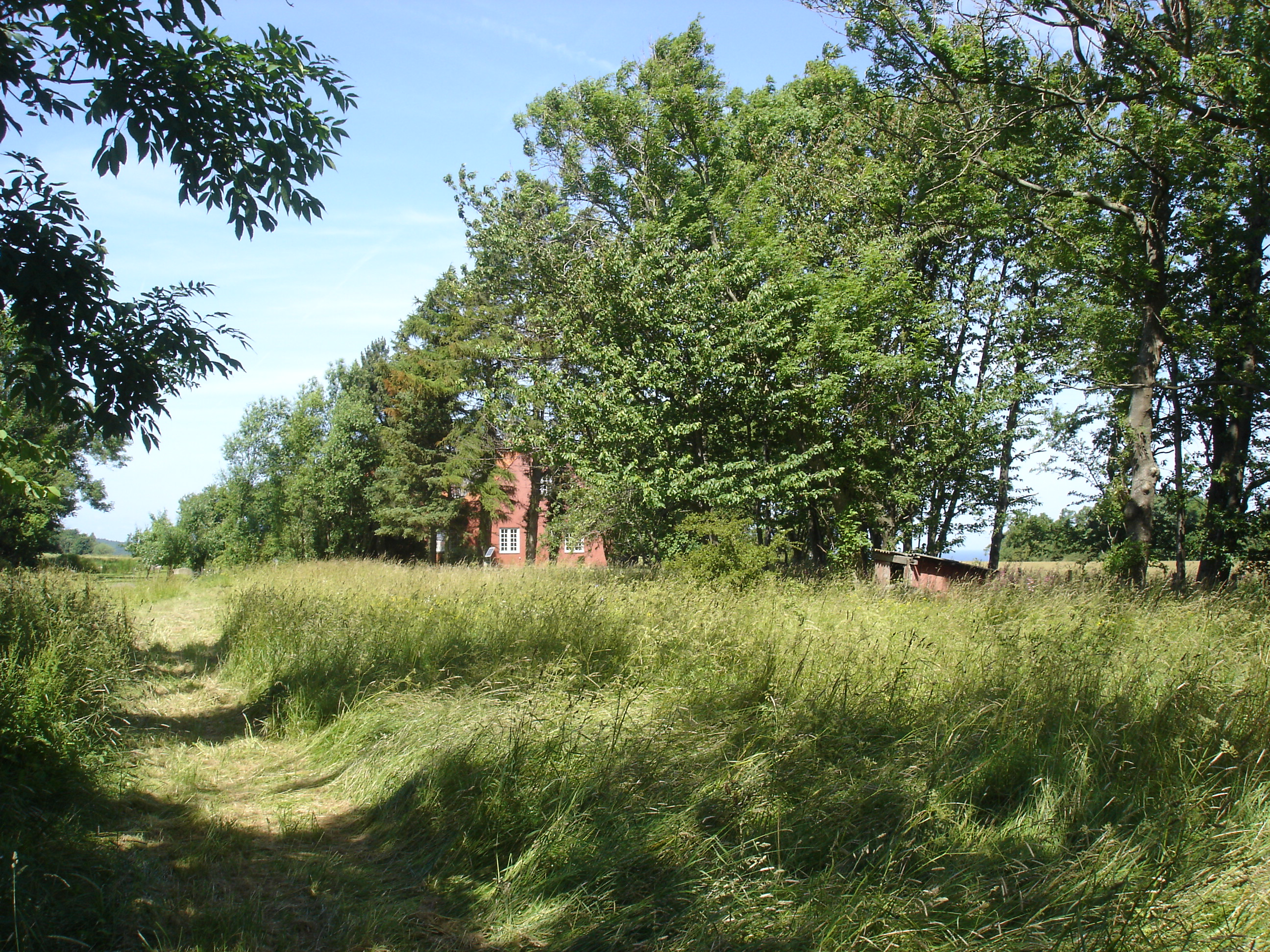
Humledal: Kåsevej 8 (OE)
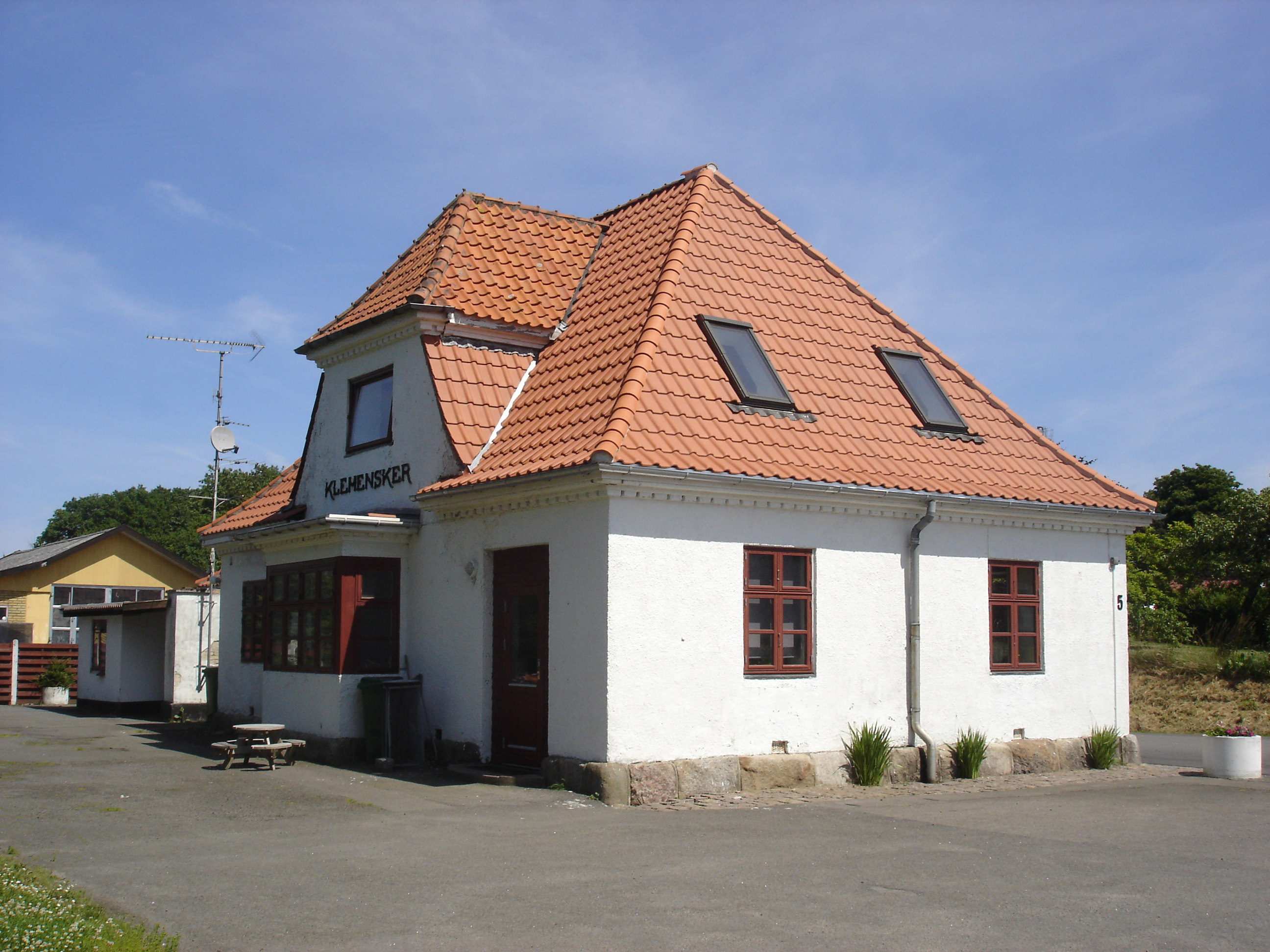
Klemensker: Jernbanevej 5 (OE)
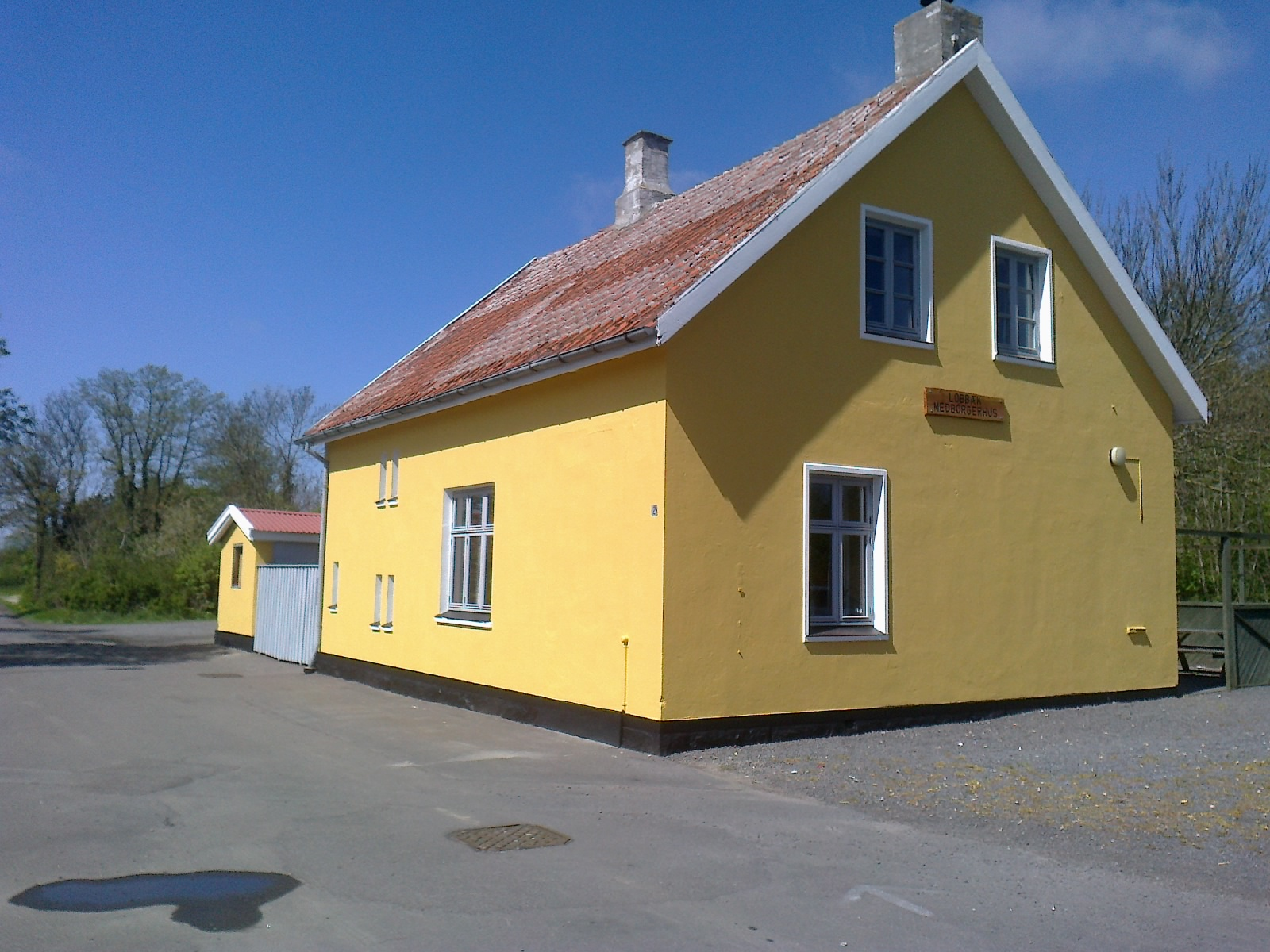
Lobbæk: Jernbanevej 2 (MB)
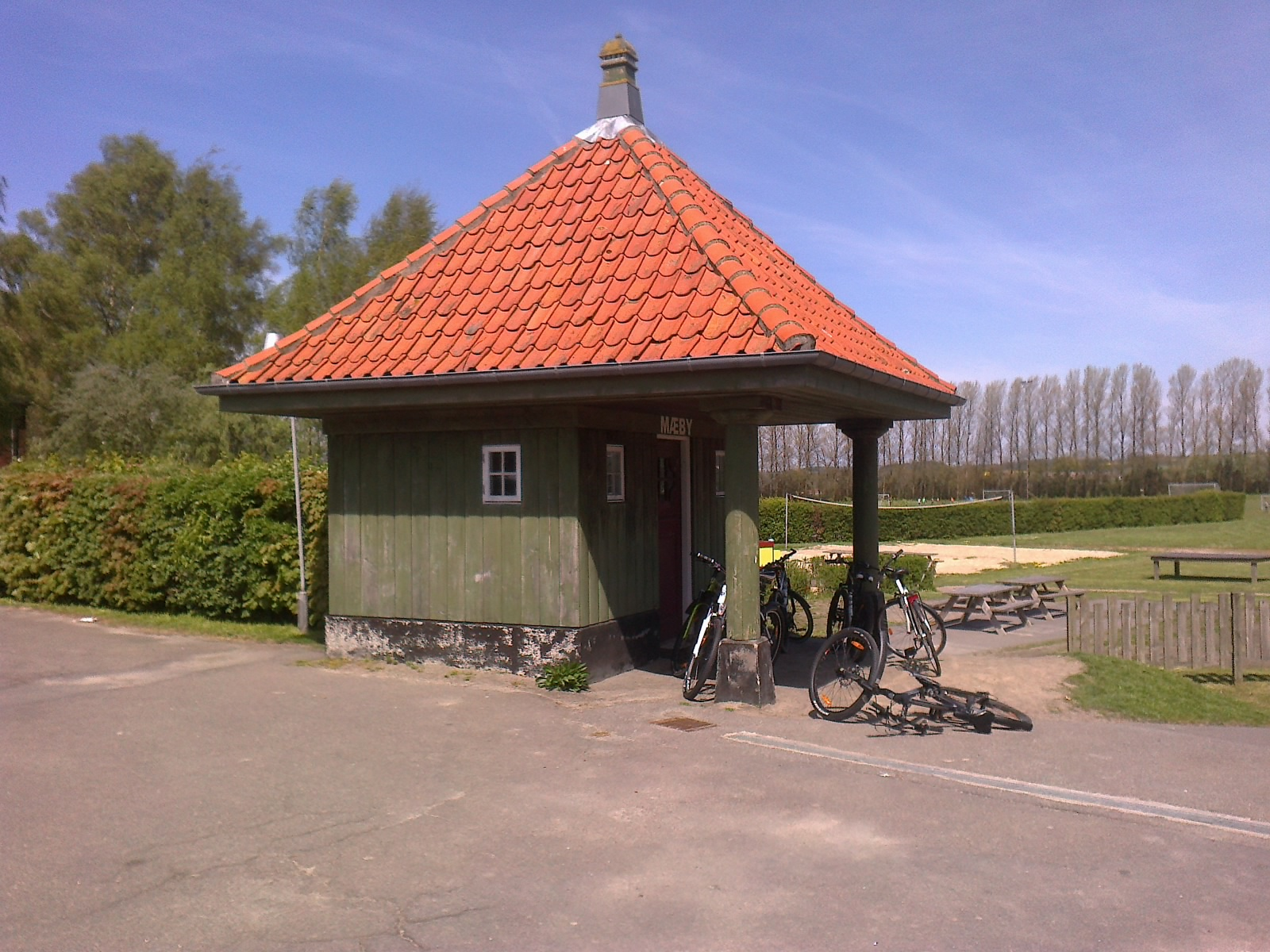
Mæby Trinbræt: Nyker Hovedgade 7B
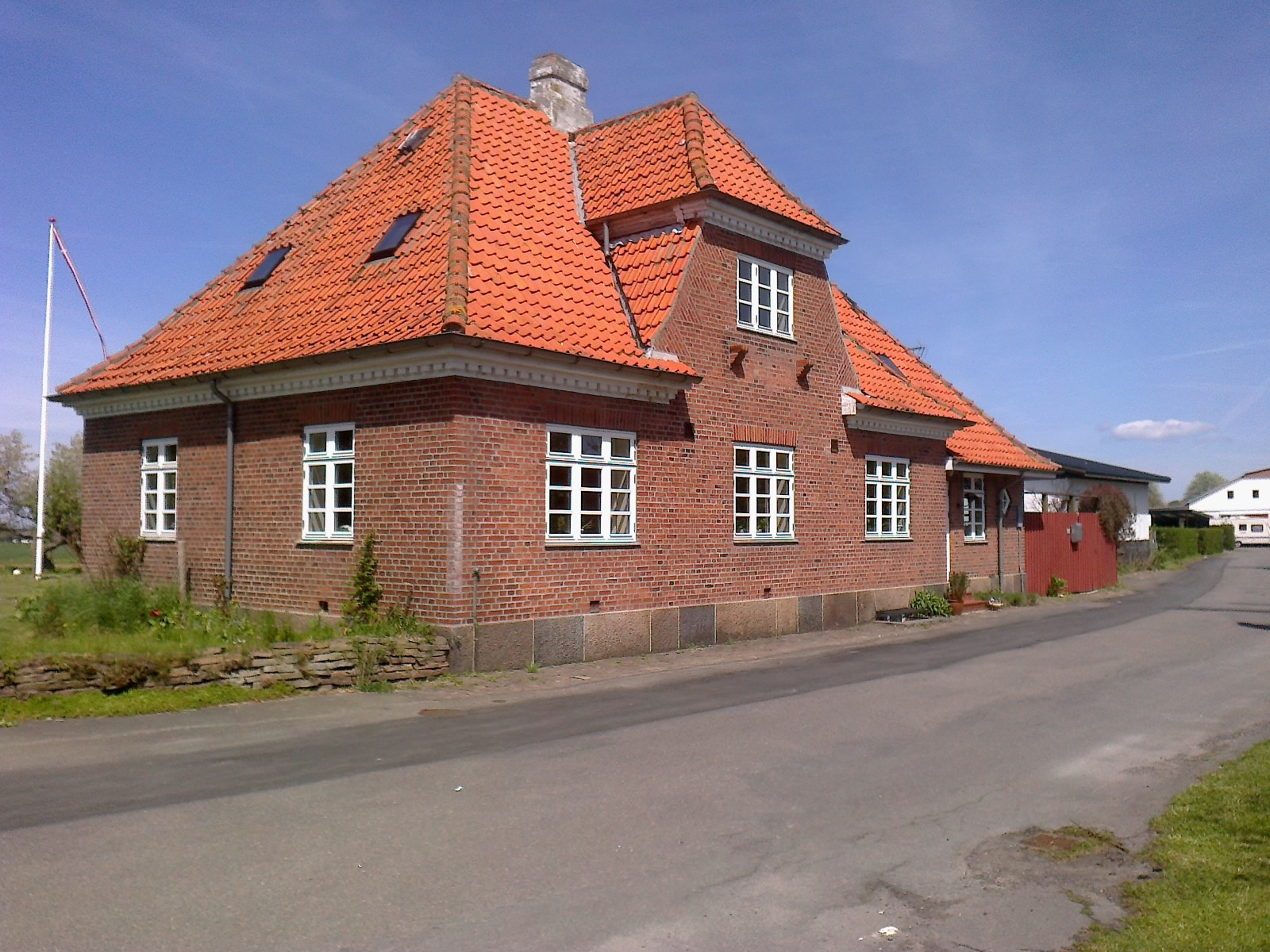
Nyker: Stationsvej 11 (OE)
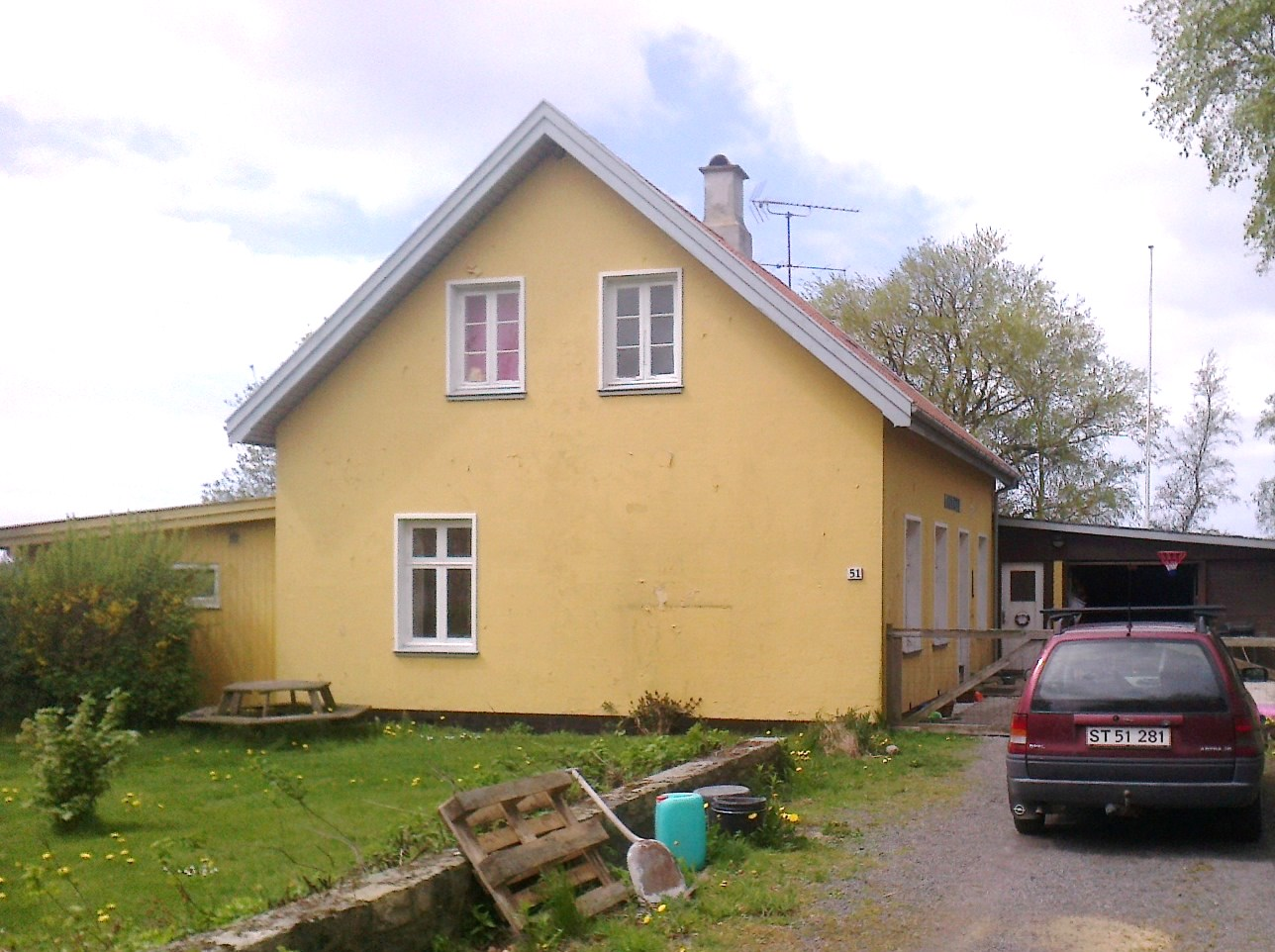
Pedersker: Pedersker Hovedgade 51 (MB)
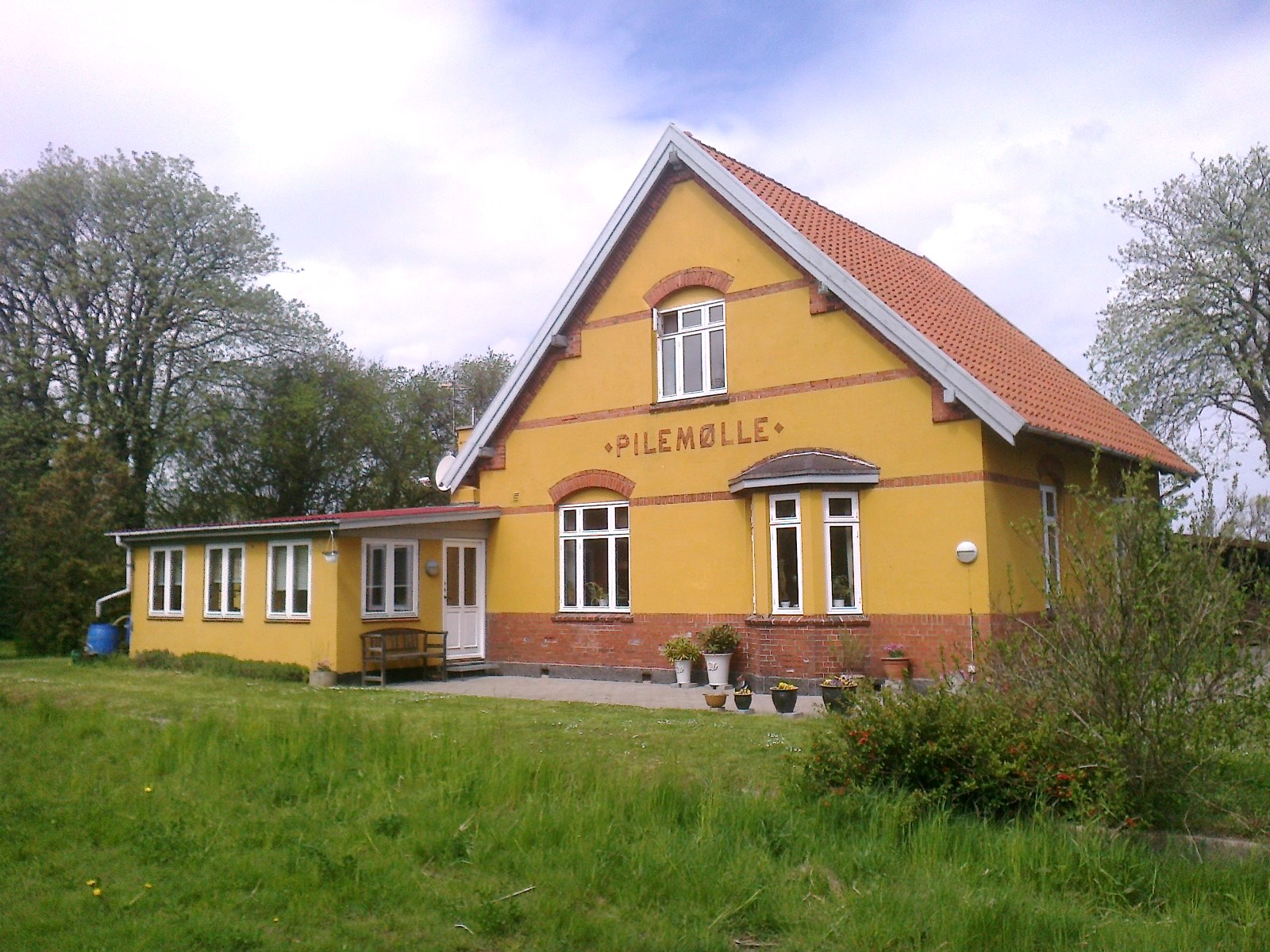
Pilemølle: Brandsgårdsvejen 9 (JF)
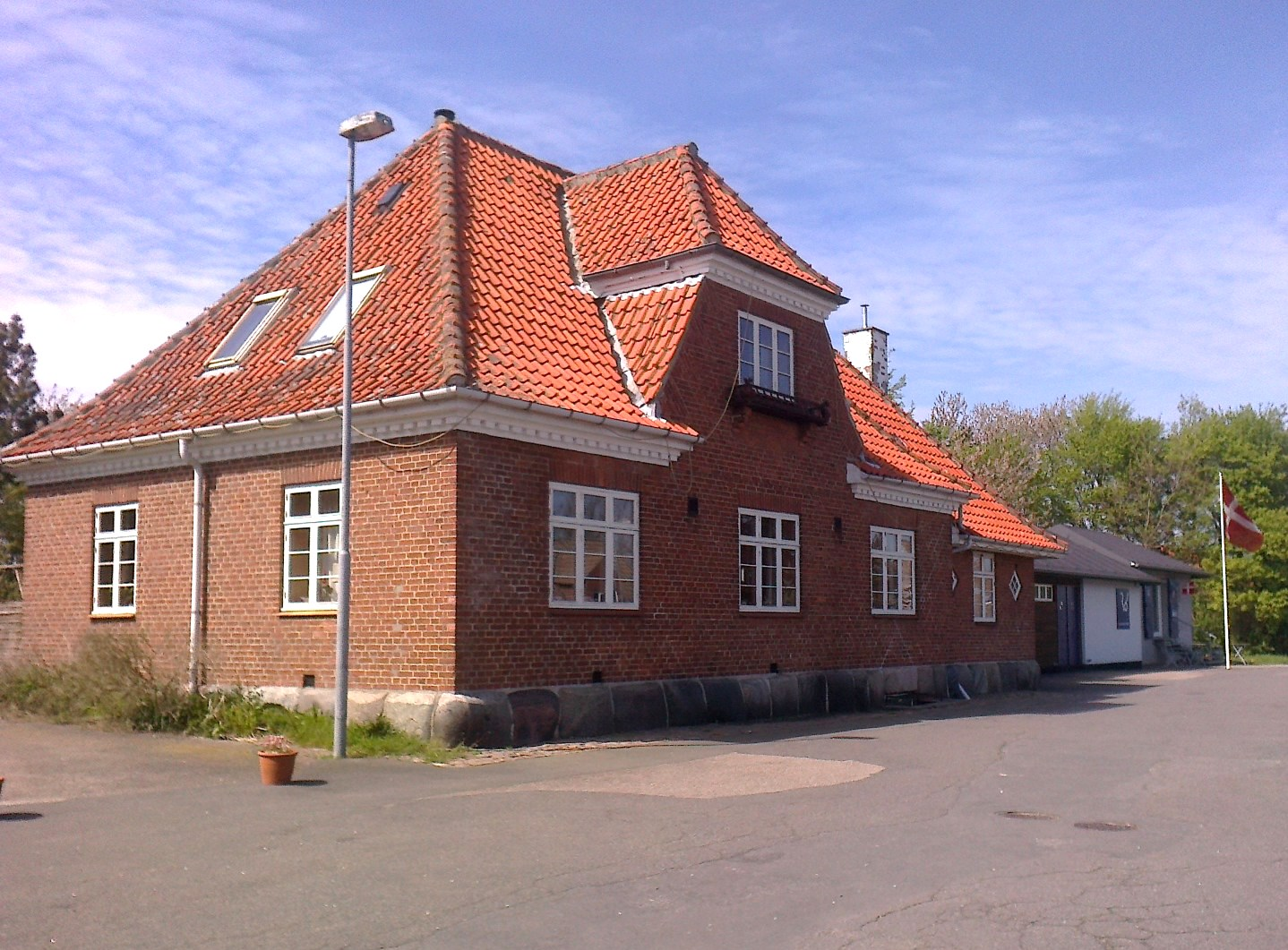
Rø: Rø Stationsvej 5 (OE)
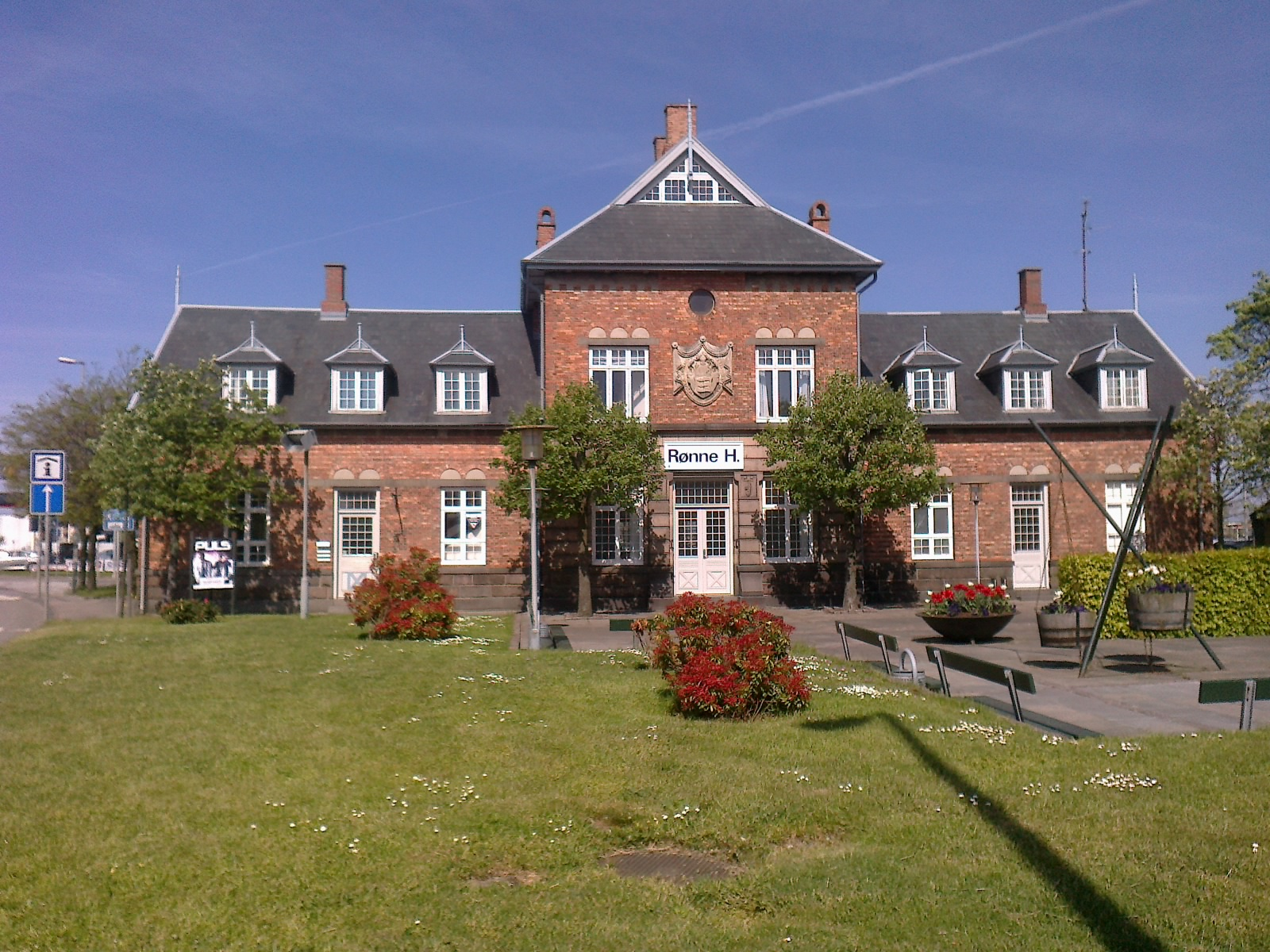
Rønne H: Munch Petersens Vej 3 (Hotel/restaurant) (MB)
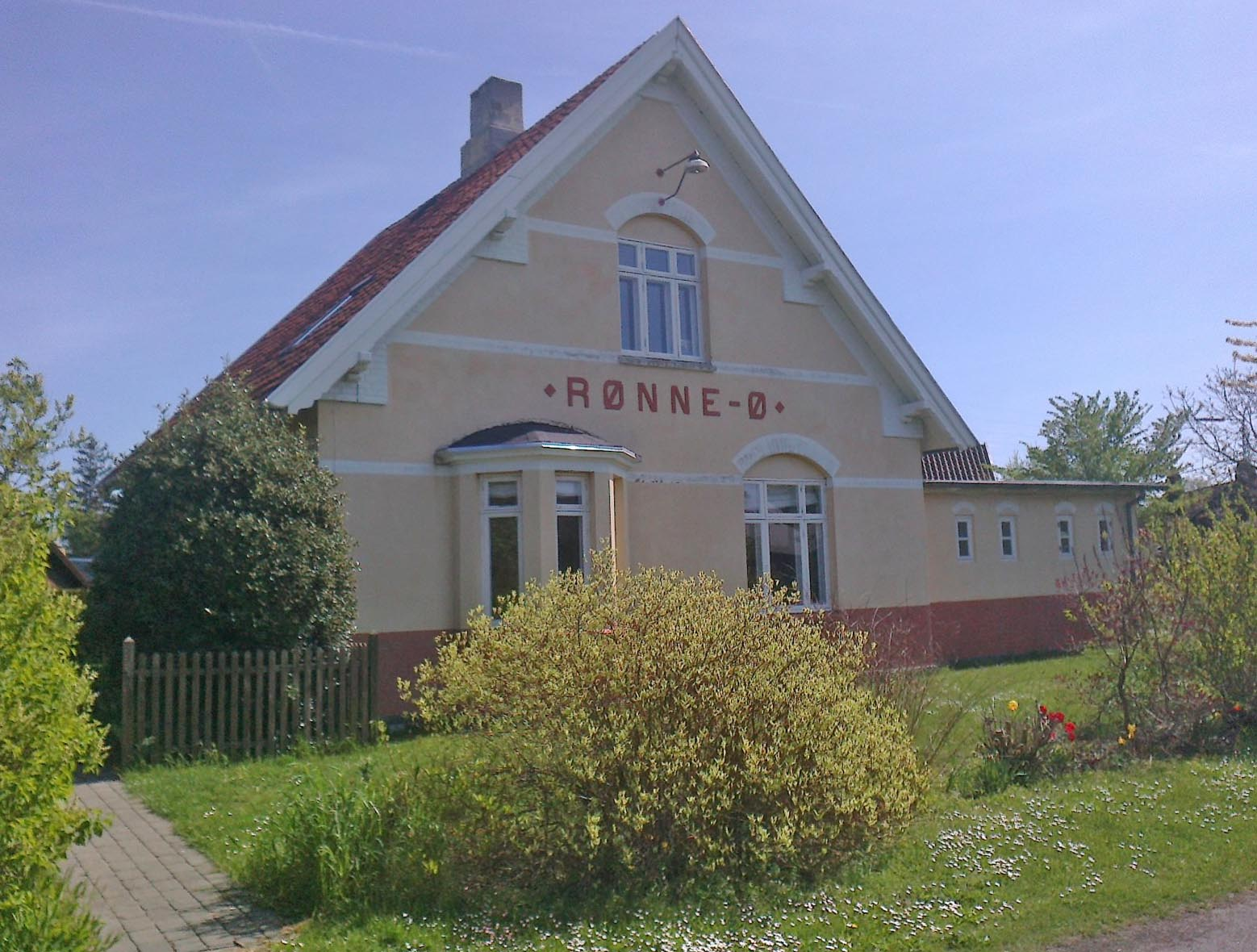
Rønne Ø: Grønvangen 16
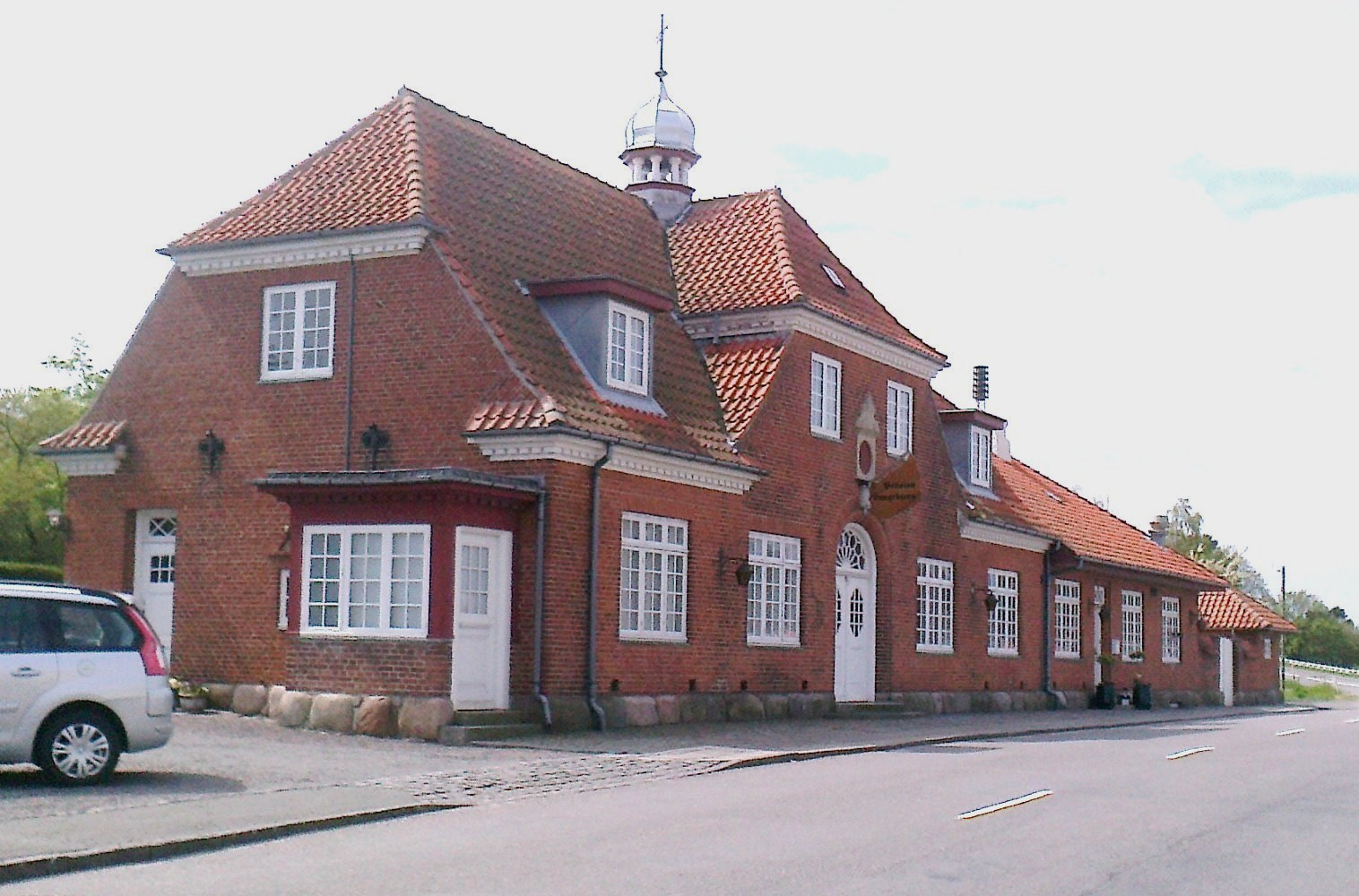
Sandvig: Langebjergvej 7A (OE)
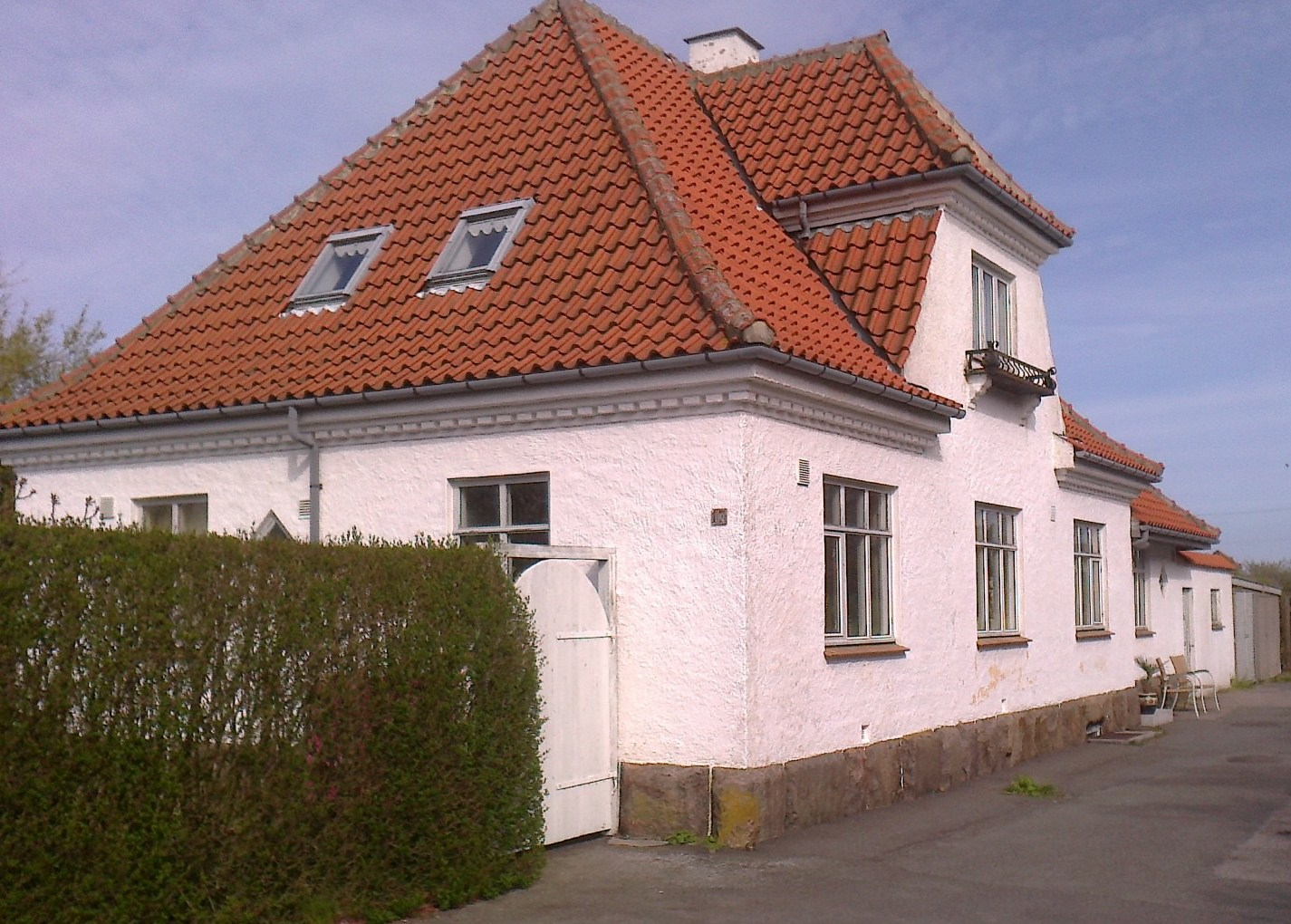
Tejn: Kildesgårdsvej 17
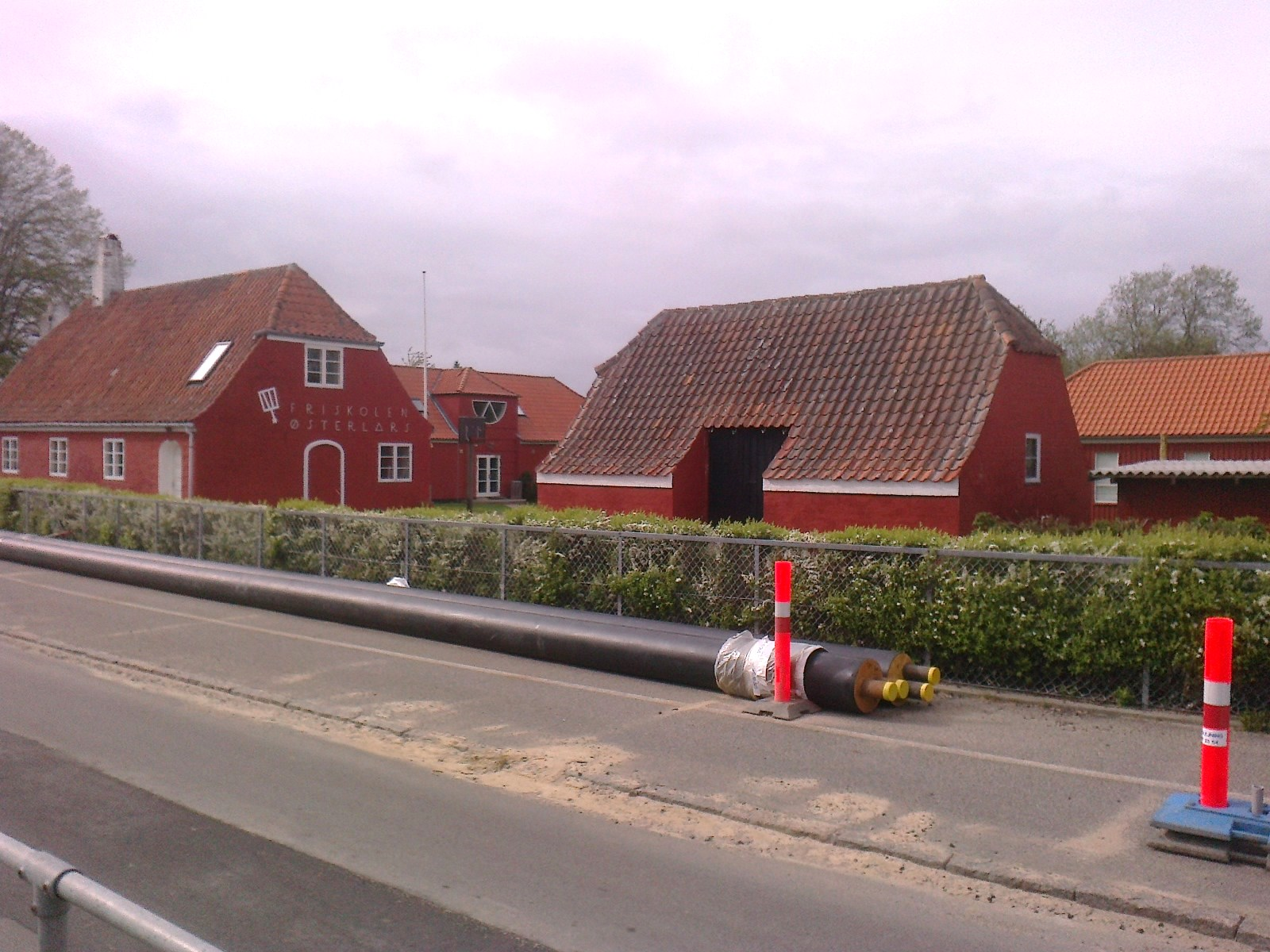
Østerlars: Nybrovej 42 (school)
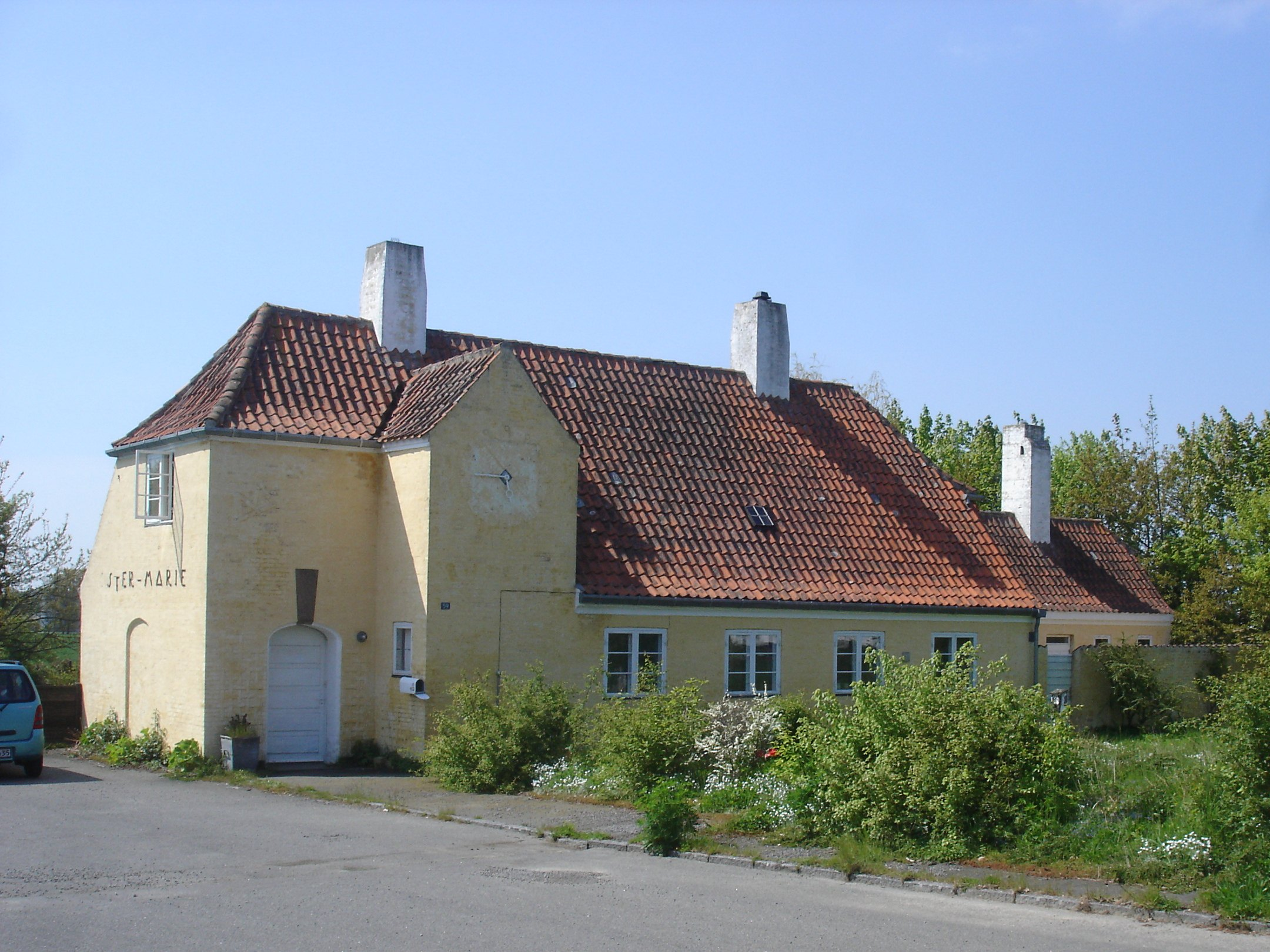
Østermarie: Godthåbsvej 59B
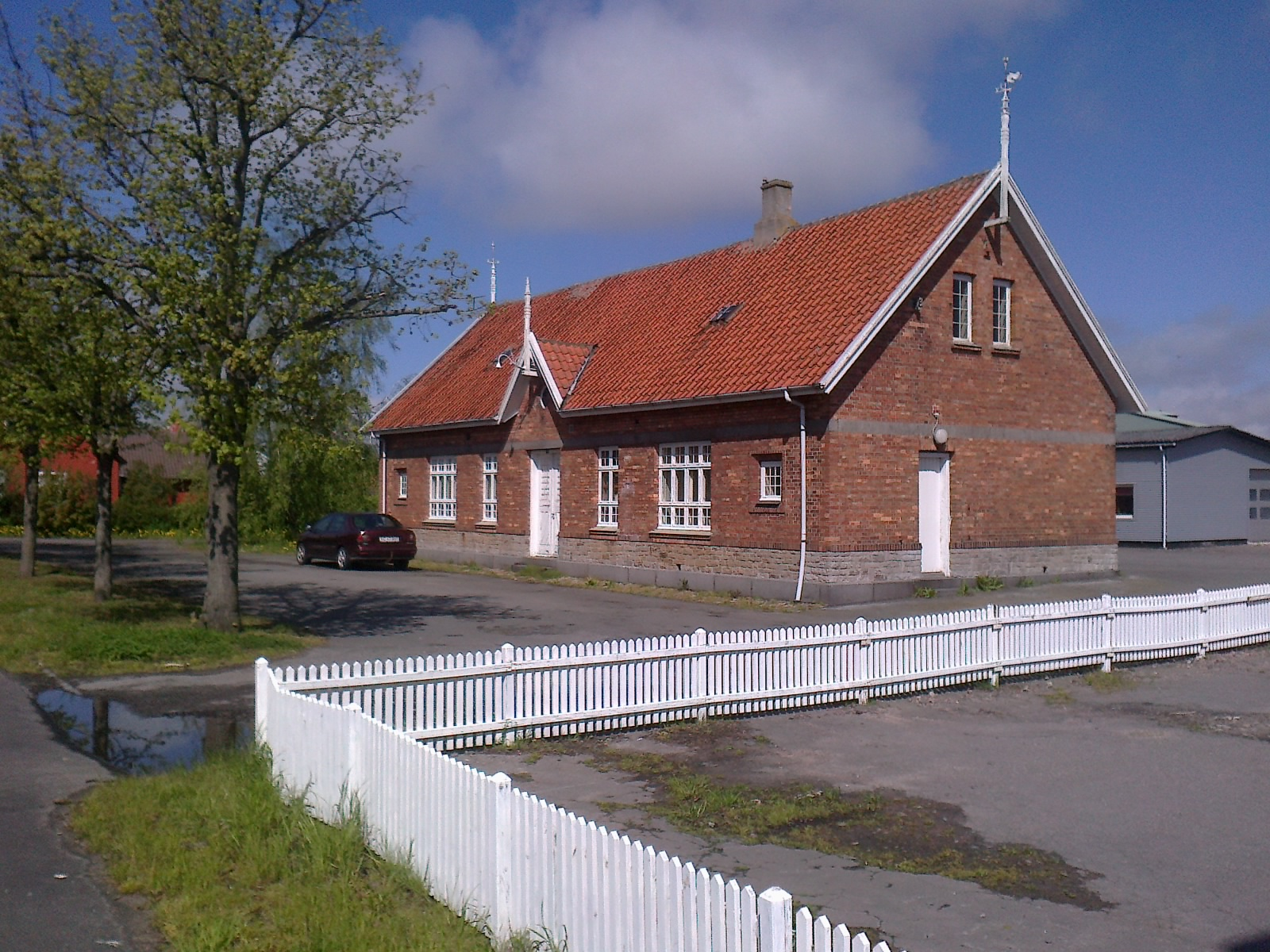
Aakirkeby: Birgersvej 9 B (MB)

## Trivia
- De spoorwegenwet van 20 maart 1918 bevatte nog twee verbindingen op Bornholm.

1. Nexø - Ibsker - Svaneke - Østermarie vv.
2. Gudhjem - Rø

Geen van deze verbindingen werd ooit verwezenlijkt.